# 耶胡德
耶胡德是以色列中央區的一個城市。2007年，耶胡德有人口約3萬人。